# اشلی وستوود (بازیکن فوتبال، زاده ۱۹۷۶)
اشلی وستوود (انگلیسی: Ashley Westwood؛ زادهٔ ۳۱ اوت ۱۹۷۶) بازیکن فوتبال و مربی فوتبال اهل انگلستان است.
از باشگاه‌هایی که در آن بازی کرده‌است می‌توان به برادفورد سیتی، رکسهام، پورت ویل، منچستر یونایتد، لینکولن سیتی، شفیلد ونزدی، نورث‌همپتون تاون، شفیلد ونزدی، سوئیندون تاون، استیونج، کرو آلکساندرا، نورث‌همپتون تاون، و پورتسموث اشاره کرد.